# 王琳 (景泰進士)
王琳（1428年—？），字充獻，江西吉安府吉水縣人，民籍，明朝政治人物。進士出身。

## 生平
江西鄉試第四十五名。景泰二年（1451年）辛未科會試第一百二十九名，殿試登進士第二甲第五十名。

## 家族
曾祖父王義實。祖父王子襄。父亲王德威。